# Fulco Ruffo di Calabria
Fulco VIII, Príncipe Ruffo di Calabria, 6.º Duque de Guardia Lombarda (12 de agosto de 1884 - 23 de agosto de 1946) foi um militar italiano que lutou na Primeira Guerra Mundial. Ele também foi pai de Paola da Bélgica e sogro do rei Alberto II da Bélgica, e avô materno do rei Filipe da Bélgica.

## Biografia
Fulco era filho de Fulco Beniamino Tristano Ruffo di Calabria, 5.º Duque de Guardia Lombarda (1848-1901), e Laura Mosselman du Chenoy, uma aristocrata belga, cujo avô materno era o conde Jacques André Coghen, segundo ministro das Finanças da Bélgica. Ele era o irmão mais novo do chefe da Casa de Ruffo, Fulco Ruffo di Calabria-Santapau, 10.º Príncipe di Scilla e 2.º Duque di Santa Cristina.
TÍTULOS DE NOBREZA E TRATAMENTO
Sua Alteza Serenissima, Fulco VIII Príncipe Ruffo de Calabria 6°Duque de Guardiã Lombarda 

## Família
Em 30 de junho de 1919, casou-se, em Turim, com Luisa Gazelli (1896-1989), filha de Augusto Gazelli dei Conti di Rossana, e de Maria Cristina dei Conti Rignon.   Luísa serviu como dama de companhia no tribunal italiano.
Eles tiveram sete filhos: 
- Maria Cristina Ruffo di Calabria (1920-2003); casou com Casimiro San Martino d'Aglie dei Marchesi di San Germano em 1940.

- Laura Ruffo di Calabria (1921-1972) casou em Bettino, com o barão Ricasoli Firidolfi, 31.º Barão de Brolio em 1946.
- Fabrizio, Príncipe Ruffo di Calabria-Santapau (1922-2005); chefe da Casa de Ruffo de 1975, 13.º Príncipe de Palazzolo, 14 Príncipe de Scilla, 7.º Duque de Guardia Lombarda, 13.º Marquês de Scilla e 18.º conde de Sinopoli casou com Maria Vaciago.
- Augusto Ruffo di Calabria (1925-1943); morto em batalha no mar em 02 de novembro de 1943, perto de Pescara.
- Giovannella Ruffo di Calabria (1927-1941).
- Antonello Ruffo di Calabria (nascido em 1930); casou-se com Rosa Maria Mastrogiovanni Tasca em 1961.
- Paola da Bélgica (nascido em 1937); Rainha consorte dos Belgas, casada com Alberto II da Bélgica em 1959.[2]